# Баходір Курбанов (борець)
Баходір Курбанов (узб. Баходир Курбанов; нар. 5 грудня 1972, Іштихан, Самаркандська область, Узбецька РСР, СРСР) — узбецький борець греко-римського стилю, чемпіон та дворазовий срібний призер чемпіонатів Азії, срібний та бронзовий призер Азійських ігор, учасник двох Олімпійських ігор.

## Життєпис
Боротьбою почав займатися з 1985 року.
Виступав за спортивний клуб профспілок, Ташкент. Тренер — Каміль Фаткулін (з 1993).

## Родина
Будучи в збірній Узбекистану Баходір Курбанов познайомився і одружився з чемпіонкою світу та Олімпійських ігор, гімнасткою Оксаною Чусовітіною. У пари народився син Алішер. У 2002 році Оксана Чусовітіна та Баходір Курбанов поверталися додому з Азійських ігор, коли дізналися, що у сина несподівано пішла горлом кров, і його забрали до лікарні з підозрою на запалення легенів. Лікарі зробили пункцію та діагностували лейкемію. Щоб дитина вижила, їй необхідно було пройти курс хіміотерапії протягом місяця. В Узбекистані врятувати Алішера було неможливо, сім'ї запропонували пролікувати сина в онкологічному центрі в Кельні. Сума на лікування складала сотні тисяч доларів. На допомогу родині прийшов спортклуб Німеччини, за який Оксана виступала в Бундеслізі. Його господарі виступили гарантами кредиту, завдяки чому вдалося розпочати лікування Алішера. Баходіру довелося залишити спортивну кар'єру заради сина і переїхати з родиною в Німеччину. У 2008 хвороба Алішера відступила.

## Спортивні результати на міжнародних змаганнях

### Виступи на Олімпіадах
| Змагання                    | Збірна     | Вагова категорія                 | Місце |
| --------------------------- | ---------- | -------------------------------- | ----- |
| Літні Олімпійські ігри 1996 | Узбекистан | греко-римська боротьба, до 62 кг | 16    |
| Літні Олімпійські ігри 2000 | Узбекистан | греко-римська боротьба, до 63 кг | 5     |

### Виступи на Чемпіонатах світу
| Змагання                        | Збірна     | Вагова категорія                 | Місце |
| ------------------------------- | ---------- | -------------------------------- | ----- |
| Чемпіонат світу з боротьби 1994 | Узбекистан | греко-римська боротьба, до 62 кг | 10    |
| Чемпіонат світу з боротьби 1995 | Узбекистан | греко-римська боротьба, до 62 кг | 15    |
| Чемпіонат світу з боротьби 1997 | Узбекистан | греко-римська боротьба, до 63 кг | 10    |
| Чемпіонат світу з боротьби 1998 | Узбекистан | греко-римська боротьба, до 63 кг | 8     |
| Чемпіонат світу з боротьби 1999 | Узбекистан | греко-римська боротьба, до 63 кг | 4     |
| Чемпіонат світу з боротьби 2001 | Узбекистан | греко-римська боротьба, до 63 кг | 14    |
| Чемпіонат світу з боротьби 2002 | Узбекистан | греко-римська боротьба, до 66 кг | 5     |
| Чемпіонат світу з боротьби 2003 | Узбекистан | греко-римська боротьба, до 66 кг | 13    |

### Виступи на Чемпіонатах Азії
| Змагання                       | Збірна     | Вагова категорія                 | Місце  |
| ------------------------------ | ---------- | -------------------------------- | ------ |
| Чемпіонат Азії з боротьби 1995 | Узбекистан | греко-римська боротьба, до 62 кг | Срібло |
| Чемпіонат Азії з боротьби 1996 | Узбекистан | греко-римська боротьба, до 62 кг | 4      |
| Чемпіонат Азії з боротьби 1999 | Узбекистан | греко-римська боротьба, до 63 кг | Срібло |
| Чемпіонат Азії з боротьби 2000 | Узбекистан | греко-римська боротьба, до 63 кг | Золото |

### Виступи на Азійських іграх
| Змагання           | Збірна     | Вагова категорія                 | Місце  |
| ------------------ | ---------- | -------------------------------- | ------ |
| Азійські ігри 1994 | Узбекистан | греко-римська боротьба, до 62 кг | Бронза |
| Азійські ігри 1998 | Узбекистан | греко-римська боротьба, до 63 кг | Срібло |
| Азійські ігри 2002 | Узбекистан | греко-римська боротьба, до 66 кг | 4      |

### Виступи на інших змаганнях
| Змагання                                                        | Збірна     | Вагова категорія                 | Місце  |
| --------------------------------------------------------------- | ---------- | -------------------------------- | ------ |
| Гран-прі Німеччини з боротьби 1995                              | Узбекистан | греко-римська боротьба, до 62 кг | Бронза |
| Міжнародний меморіал Дейва Шульца 2001                          | Узбекистан | греко-римська боротьба, до 63 кг | Золото |
| Гран-прі Німеччини з боротьби 2003                              | Узбекистан | греко-римська боротьба, до 66 кг | 10     |
| Олімпійський кваліфікаційний турнір з боротьби 2004 (Новий Сад) | Узбекистан | греко-римська боротьба, до 66 кг | 16     |
| Гран-прі Німеччини з боротьби 2004                              | Узбекистан | греко-римська боротьба, до 74 кг | Бронза |